# Werner Wirén
Gustaf Werner Wirén, född 6 februari 1887 i Askola, död 6 augusti 1985 i Helsingfors, var en finländsk präst. Han var bror till Edvin Wirén. 
Wirén avlade teologisk dimissionsexamen 1912 och blev filosofie kandidat 1922. Efter att kortare tider ha tjänstgjort vid olika församlingar i Nyland och som notarie vid domkapitlet i Borgå 1923–1937 var han kyrkoherde i Brändö villastad 1936–1961. Han engagerade sig bland annat inom ICL-rörelsen, vars syfte är att aktivera det kristna lekmannaansvaret i samhället. Han tilldelades prosts titel 1940.